# Cenépolis
Cenépolis (en griego, Καινήπολις) es el nombre de una antigua ciudad griega de Laconia.
Es citada por Pausanias, que dice que era una de las ciudades de los eleuterolacones. Menciona que se encontraba a cuarenta estadios del cabo Ténaro y que su antiguo nombre había sido también Ténaro. Destaca de la ciudad un megaron de Deméter y un templo de Afrodita, junto al mar, con una estatua de mármol de pie.